# Исламский колледж Лондона
Исламский колледж Лондона (англ. The Islamic College) — высшее учебное заведение, расположенное в Лондоне, Великобритания. Колледж предлагает программы бакалавриата и магистратуры по исламским исследованиям и шариату, а также курсы по исламской философии, истории и культуре.

## История
Исламский колледж Лондона был основан в 1998 году с целью предоставить качественное исламское образование на английском языке. Учебное заведение стремится объединить традиционные исламские науки с современными академическими подходами, предоставляя студентам глубокое понимание исламской теологии и права.

## Программы и курсы
Колледж предлагает различные академические программы, включая:
- Бакалавр искусств в исламских исследованиях
- Магистр искусств в исламских исследованиях
- Дипломные и сертификатные курсы по исламскому праву (фыкх), исламской теологии (калам), исламской философии и другим дисциплинам.

## Кампус и ресурсы
Исламский колледж Лондона расположен в районе Мейда-Вейл на северо-западе Лондона. Колледж располагает современной библиотекой, специализированной в исламских науках, а также предлагает доступ к различным онлайн-ресурсам и базам данных.

## Известные выпускники
Колледж гордится своими выпускниками, многие из которых продолжают академическую и профессиональную карьеру в различных сферах, включая образование, науку и общественную деятельность.